# 周永年 (清朝)

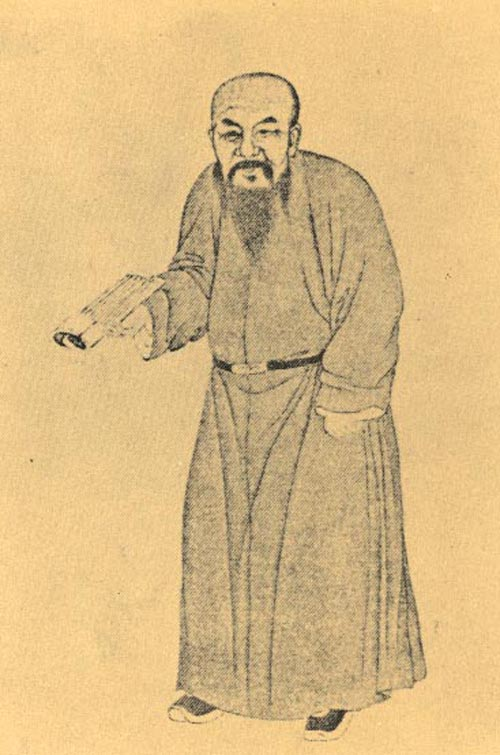
《清代学者象传》第一集之周永年像

周永年（1730年—1791年），字書昌，山東歷城（今屬濟南市）人。
生而好學，“竭數十年博採旁搜之力，棄產營書”，築貸書園，積書十萬卷，供人閱讀抄寫，並倡“儒藏說”，成立「儒藏」，「俾古人著述之可傳者，自今日永無散失，以與天下萬世共讀之。」。有「林汲山房」，藏書達五萬卷，繪「林汲山房圖」。
乾隆三十六年進士，後因入館編纂《四庫全書》，欽賜翰林院庶吉士，散館授編修，任「校勘永樂大典纂修兼分校官」，負責《永樂大典》的輯校工作，輯出宋劉敞《公是集》、劉攽《公非集》、蘇過《斜川集》等十餘種罕見的重要文獻。乾隆五十六年（1791年）卒。